# Vimeca / Lisboa Transportes
Vimeca / Lisboa Transportes este o companie portugheză de transport public de pasageri care operează o rețea de autobuze în orașele Oeiras, Amadora, Cascais și Sintra, cu legături către Piața Marchizul de Pombal, stația Colégio Militar/Luz, Belém și Praça de Espanha din Lisabona. Unele linii sunt subordonate rețelei Vimeca, în timp ce altele, în mod specific cele care traversează Lisabona, sunt subordonate Lisboa Transportes din motive de diferențiere a biletelor, deși toate aparțin aceleiași companii.

## Istoric

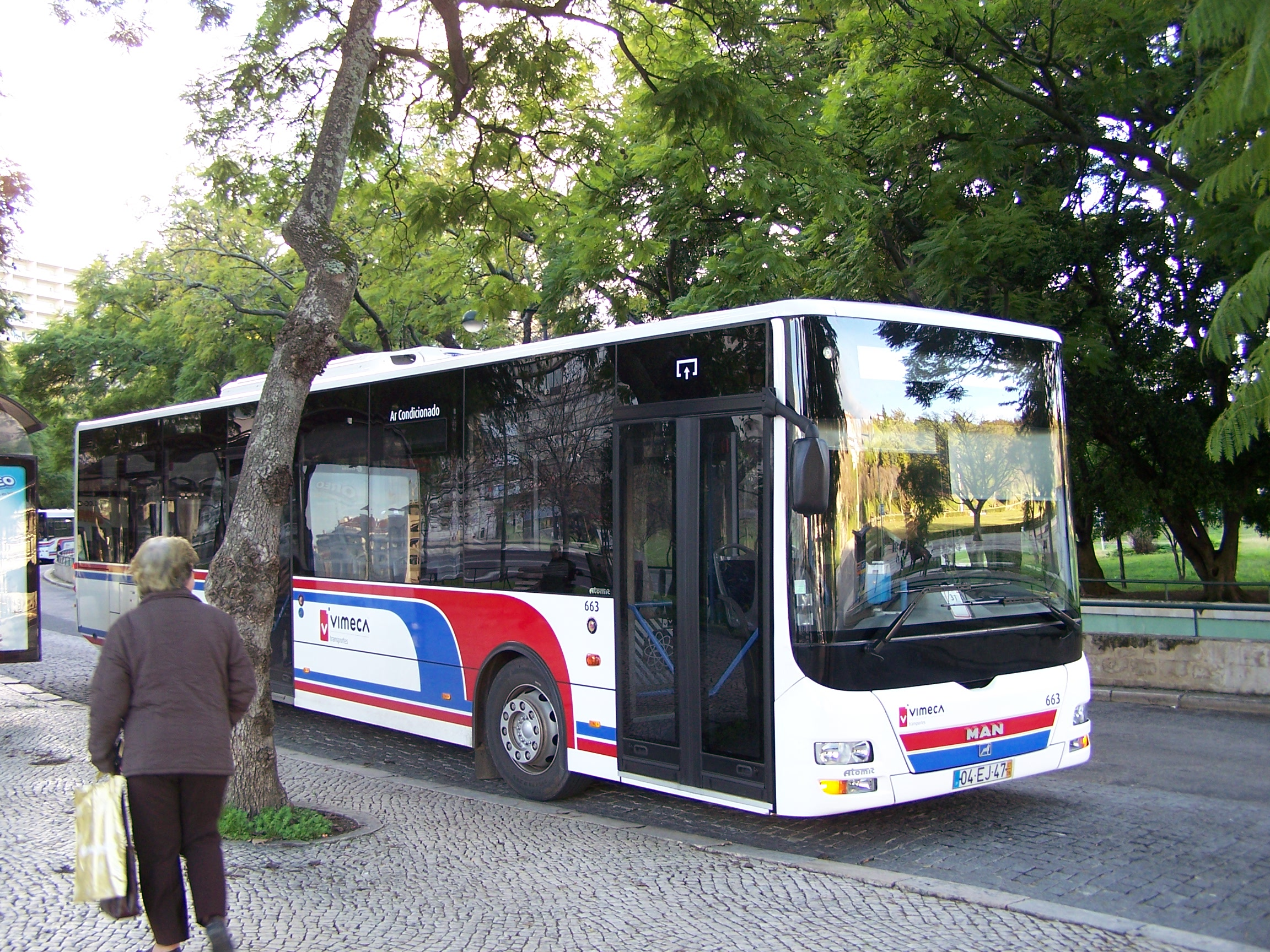
Autobuzul nr. 663 al Vimeca în 2008, în Piața Marchizul de Pombal.

Vimeca a fost înființată pe 21 septembrie 1931, iar denumirea sa provine de la Viação Mecânica de Carnaxide (în română Căile Mecanizate din Carnaxide). Inițial, compania asigura legătura între Carnaxide și Algés folosind vehicule cu tracțiune animală. Vimeca a achiziționat primul său vehicul cu tracțiune mecanică în anii 1930, iar de atunci și-a dezvoltat rețeaua în Oeiras.
În anii 1970 a început să efectueze legături directe spre Lisabona. Fiind o companie încă mică, spre deosebire de alte societăți similare, Vimeca nu a fost naționalizată în 1975, când a fost creată compania națională de autobuze.
În 1995, în perioada procesului de privatizare a Rodoviária de Lisboa (entitate dezmembrată din compania națională de autobuze), Vimeca a câștigat monopolul asupra unor trasee noi, atingând dimensiunile din prezent. Compania actuală este rezultatul privatizării centrelor pentru activități de transport 3 și 4 al Rodoviária de Lisboa (în portugheză Centros de Atividade de Transporte). 
Atât Scotturb cât și Vimeca Transportes au fost vândute în mai 2017 de către grupul Imorey, controlat de omul de afaceri brzilian Jacob Barata, către grupul Guanabara, deținut de antreprenorul brazilian Francisco Feitosa, proprietarul companiei rutiere Vega S/A Transporte Urbano. Nu a fost făcută publică nici o cifră privitoare la valoarea tranzacției, dar documentele oficiale obținute de presă sugerează că aceasta a fost prima afacere a lui Francisco Feitosa în Portugalia. În pofida apartenenței la același grup, atât Vimeca / Lisboa Transportes cât și Scotturb își desfășoară activitatea independent, fără integrare orară sau tarifară.
În luna mai 2020, compania avea 287 de șoferi și 230 de autobuze, acestea efectuând zilnic 3.840 de curse pe cele 76 de trasee regulate ale Vimeca, totalizând un parcurs de 44.500 de kilometri pe zi. Suplimentar, Vimeca dispunea de o rețea de vânzări formată din 11 agenți autorizați, 7 puncte de vânzare și 4 magazine.

## Operațiuni

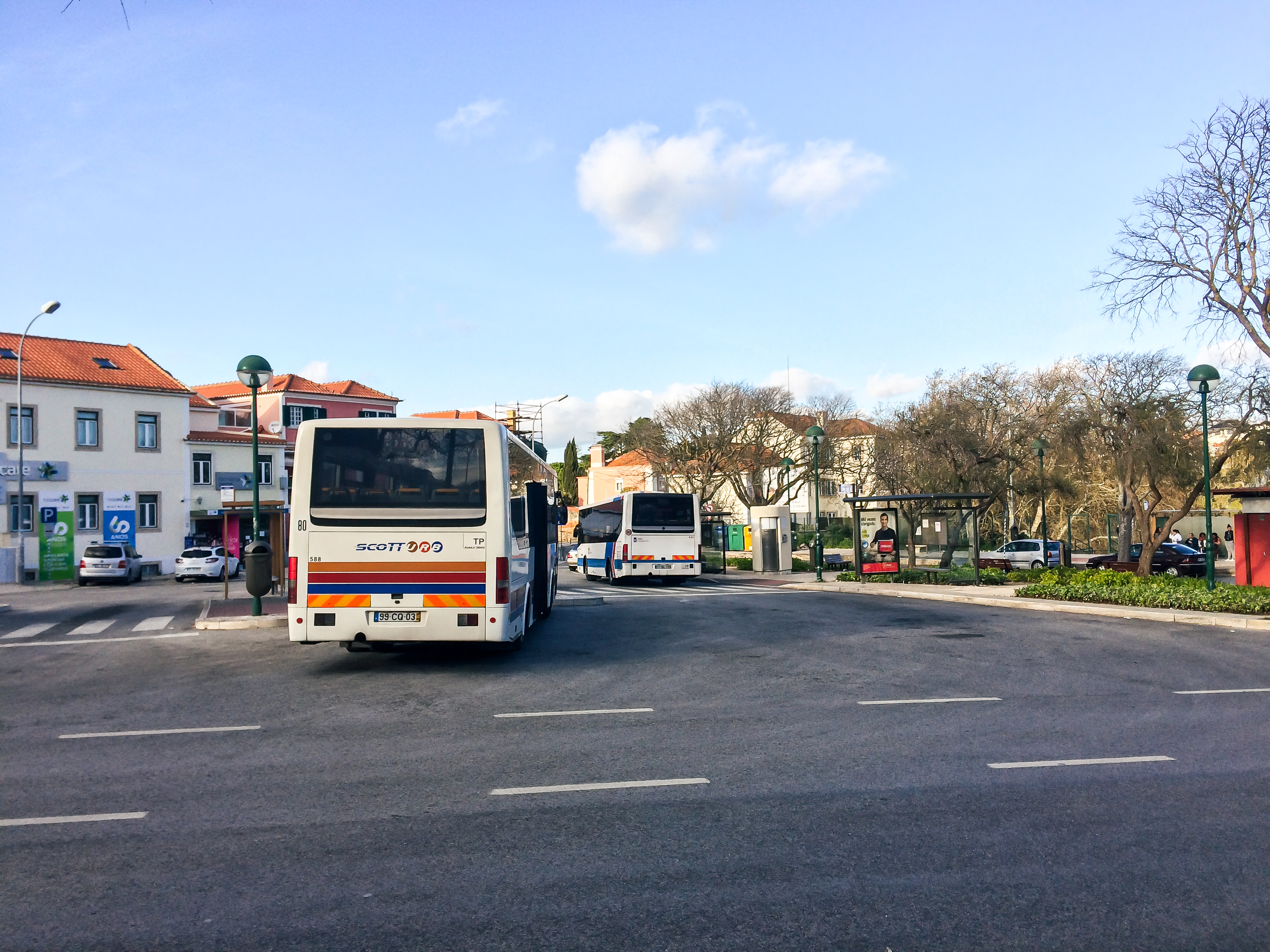
Autobuze ale Scotturb și Vimeca staționând în fața gării Oeiras, în 2018.

Sediul general al Vimeca este situat în Queluz de Baixo, în municipalitatea Oeiras, unde se află clădirile oficiale și depoul de autobuze.
În cadrul serviciului de transport al pasagerilor liniile Vimeca permit îndeplinirea a trei funcții în toate municipalitățile deservite:
- Legături cu Lisabona, către stațiile terminale de la Colégio Militar (Metrou), Piața Marchizul de Pombal, Praça de Espanha și Belém;
- Conexiuni transversale între anumite gări și halte ale liniilor feroviare Sintra și Cascais ale CP Lisboa;
- Legături locale în fiecare din municipalitățile pe care compania le deservește, permițând conectarea mai multor destinații dintr-o freguesia sau între freguesias învecinate, inclusiv concurând serviciile feroviare.

### Conexiuni transversale
Conexiunile transversale sunt cele care permit legăturile între căile ferate spre Sintra și Cascais. În cadrul aceste funcții, autobuzele pleacă de la linia spre Cascais din gările Belém, Algés, Cruz Quebrada, Caxias, Paço d’Arcos și Oeiras. De la linia spre Sintra autobuzele pleacă din gările Santa Cruz-Damaia, Amadora, Queluz-Belas, Monte Abraão și Agualva-Cacém.

### Linii

#### Vimeca
- 001 Alfragide (Jumbo) ⇆ Algés (Gară) ◷◫
- 002 Algés (Gară) ⇆ Queluz de Baixo ◷◫
- 006 Algés (Gară) ⇆ Queluz de Baixo ◷◫
- 007 Lisabona (Marquês de Pombal) ⇆ Carnaxide (Spitalul Santa Cruz) ◷◫
- 010 Alfragide (Bairro do Zambujal) ⇆ Algés (Gară) ◷◫
- 011 Linda-a-Velha (Rua de Ceuta) ⇆ Lisabona (Marquês de Pombal) ◷◫
- 012 Algés (Gară) ⇆ Gara Monte Abraão ◷◫
- 013 Lisabona (Marquês de Pombal) ⇆ Queluz de Baixo ◷◫
- 013D Lisabona (Marquês de Pombal) ⇆ Queluz de Baixo ◷◫
- 015 Lisabona (Marquês de Pombal) ⇆ Aglomerarea São Marcos via Taguspark ◷◫
- 020 Algés (Gară) ⇆ Amadora (Gară) via Reboleira • Alfrapark ◷◫
- 022 Casal Cotão ↺ via Tercena • S. Marcos • Tercena ◷◫
- 023 Casal Cotão ↺ via Tercena • São Marcos • Taguspark ◷◫
- 024 Bairro da Cidade Desportiva ⇆ Gara Queluz-Belas ◷◫
- 024F Alegro Sintra ⇆ Gara Queluz-Belas ◷◫ Arhivat în 100 d.Hr., la Wayback Machine.
- 025 Amadora (Spital) ↺ via Gara Queluz-Belas ◷◫
- 026 Amadora (Gara de Nord) ⇆ Falagueira (Gară) ◷◫
- 035 Sintra Express: Lisabona (Marquês de Pombal) ⇆ Sintra (Gară) ◷◫ Arhivat în 100 d.Hr., la Wayback Machine.

#### Lisboa Transportes
- 101 Lisabona (Colégio Militar) ⇆ Tercena ◷◫
- 102 Cruz Quebrada (Gară) ↔ Gara Queluz / Belas ◷◫
- 103 Amadora (Spital) ⇆ Montelavar (Largo) ◷◫
- 104 Almargem do Bispo ⇆ Falagueira (Gară) ◷◫
- 105 Reboleira (Metrou) ⇆ Queluz (Monte Abraão) ◷◫
- 106 Falagueira (Gară) ⇆ Carcavelos (Praia) ◷◫
- 107 Idanha (Aglomerarea Campinas) ⇆ Lisabona (Marquês de Pombal) ◷◫
- 108 Caxias (Gară) ⇆ Reboleira (Metrou) ◷◫
- 109 Reboleira (Gară) ↺ via Damaia de Cima ◷◫
- 110 Urbana de Massamá ◷◫
- 111 Oeiras (Gară) ⇆ Paço de Arcos (Gara de Nord) ◷◫
- 112 Belas (Avenida General Humberto Delgado) ⇆ Oeiras (Gară) ◷◫
- 113 Amadora (Gara de Sud) ⇆ Belém (Gară) ◷◫
- 114 Algés (Gară) ⇆ Amadora (Gara de Sud) ◷◫
- 115 Lisboa (Praça de Espanha) ⇆ Oeiras (Gară) ◷◫
- 116 Paço de Arcos (Gara de Sud) ↺ ◷◫
- 117 Caxias (Penitenciar) ⇆ Gara Queluz/Massamá ◷◫
- 118 Amadora (Gara de Nord) ⇆ Casal da Mira (Dolce Vita Tejo) ◷◫
- 119 Paço de Arcos (Gara de Nord) ⇆ Talaíde (Largo) ◷◫
- 122 Oeiras (Gară) ⇆ Talaíde (Bairro dos Navegadores) ◷◫
- 124 Fonte Aranha ⇆ Montelavar (Largo) ◷◫
- 125 Paço de Arcos (Gara de Nord) ⇆ Taguspark ◷◫
- 126 Cacém (Gară) ↺ ◷◫
- 128 Casal da Mira (Dolce Vita Tejo) ⇆ Lisabona (Colégio Militar) ◷◫
- 129 Paço de Arcos (Gara de Nord) ⇆ Porto Salvo (Lagoas Park) ◷◫
- 130 Gara Queluz/Massamá ↺ ◷◫
- 131 Gara Queluz/Massamá ↺ ◷◫
- 132 A-da-Beja (Largo) ⇆ Lisabona (Colégio Militar) ◷◫
- 133 Amadora (Gara de Nord) ⇆ Caneças (Largo Vieira Caldas) ◷◫
- 134 Amadora (Gara de Nord) ⇆ Casal Cambra (Școală) ◷◫
- 135 Amadora (Gara de Nord) ↺ via Bairro da Mina ◷◫
- 136 Amadora (Gara de Nord) ↺ via Moinhos da Funcheira ◷◫
- 137 Amadora (Gara de Nord) ⇆ Casal da Mira (Dolce Vita Tejo) ◷◫
- 140 Mira Sintra (Piață) ⇆ São Marcos (Largo) ◷◫
- 142 Casal da Mira (Dolce Vita Tejo) ⇆ Lisboa (Colégio Militar) ◷◫
- 143 Amadora (Gara de Nord) ⇆ Pontinha (Estação) ◷◫
- 144 Belém (Gară) ⇆ Cacém (Bairro do Grajal) ◷◫
- 145 Reboleira (Gară) ↺ via Urbanização Casas do Lago • Amadora (Spital) ◷◫
- 149 Belém (Gară) ⇆ Mira Sintra (Piață) ◷◫
- 150 Cacém (Gară) ⇆ Cacém (Bairro Joaquim Fontes) ◷◫
- 151 Cacém (Gară) ⇆ Mira Sintra (Piață) ◷◫
- 152 Rio de Mouro (Gară) ↺ ◷◫
- 154 Amadora (Spital) ↺ ◷◫
- 155 Amadora (Spital) ↺ ◷◫
- 157 Queluz (Palat) ⇆ Serra da Silveira ◷◫
- 158 Caxias (Quinta da Moura) ⇆ Lage (Centro) ◷◫
- 160 Bairro da Tabaqueira ⇆ Mira Sintra (Piață) ◷◫
- 161 Cacém (Gară) ↺ ◷◫
- 162 Algés (Gară) ⇆ Falagueira (Gară) ◷◫
- 163 Lisabona (Colégio Militar) ⇆ Massamá (Casal do Olival) ◷◫
- 164 Penitenciarul Carregueira ⇆ Gara Queluz/Massamá ◷◫
- 165 Casal da Mira (Dolce Vita Tejo) ↺ ◷◫
- 168 Brandoa (Largo) ⇆ Alfornelos ◷◫
- 170 Encosta de São Marcos ⇆ Massamá (Aglomerarea Nord) ◷◫
- 170A Massamá (Aglomerarea Nord) ⇆ Cacém (Gară) ◷◫
- 170B Encosta de São Marcos ⇆ Cacém (Gară) ◷◫
- 171 Queijas ⇆ Queluz (Gară) ◷◫
- 179 Gara Queluz-Belas ⇆ Venda Seca (Cergal) ◷◫
- 184 Paço de Arcos (Gara de Nord) ⇆ Talaíde (Campo de Futebol) ◷◫
- 185 Amadora (Spital) ⇆ Lisabona (Marquês de Pombal) ◷◫
- 186 Amadora (Spital) ⇆ Falagueira (Gară) ◷◫
- 189 Amadora (Gara de Sud) ⇆ Falagueira (Gară) ◷◫